# Psammophiinae
Sous-famille
Synonymes
- Psammophiidae Dowling, 1967

Les Psammophiinae sont une sous-famille de serpents de la famille des Lamprophiidae.

## Répartition
Les espèces de cette sous-famille se rencontrent en grande majorité en Afrique, et quelques espèces sont présentes aussi en Europe du Sud, au Moyen-Orient et en Asie.

## Taxinomie
Elle est parfois élevée au rang de famille : les Psammophiidae.

## Liste des genres
Selon The Reptile Database (15 déc. 2011) :
- Dipsina Jan, 1862
- Hemirhagerrhis Boettger, 1893
- Malpolon Fitzinger, 1826
- Mimophis Günther, 1868
- Psammophis Fitzinger, 1826
- Psammophylax Fitzinger, 1843
- Rhagerhis Peters, 1862
- Rhamphiophis Peters, 1854

## Publication originale
- Dowling, 1967 : Hemipenes and other characters in colubrid classification. Herpetologica, vol. 23, p. 138-142.